# Мухамед Филиповић
Мухамед Филиповић (Бања Лука, 3. август 1929 — Сарајево, 26. фебруар 2020), био је босанскохерцеговачки филозофски писац, есејиста о културној историји Босне и Херцеговине и касније (осамдесетих и деведесетих) нарочито је познат као један од најистакнутијих бошњачких националних идеолога. Био је члан Академије науке и умјетности БиХ, предсједник Бошњачке академије наука и умјетности. Био је дугогодишњи редовни професор логике и методологије социјалних истраживања на одсеку за филозофију и социологију Филозофског факултета УНСА. У периоду од 1975. до 1982. године био је уредник у редакцији Енциклопедије Југославије ЈЛЗ за сепарат Босна и Херцеговина.

## Биографија
Рођен је 3. августа 1929. године у Бањој Луци у породици Сулејмана и Ђуле.
Филиповић је у родном граду завршио основну и средњу школу. Филозофију је студирао на Филозофском факултету у Београду и Загребу. Дипломирао је 1952. године, а докторирао 1960.  Био је доцент, ванредни и редовни професор логике и методологије социјалних истраживања са методологијом науке на Одсеку за филозофију и социологију Филозофског факултета у Сарајеву. Аутор је монографија из марксизма, логике, историје филозофије језика, историје културног и књижевног живота Босне и Херцеговине и политичких чланака и монографија.
Током 1980-их Филиповић се трансформисао из идеолога у критичара режима Јосипа Броза. Почетком 1990-их заједно са Алијом Изетбеговићем и Фикретом Абдићем оснива Странку демократске акције, да би се пола године након тога политички разишао са већином чланства СДА и оснива Муслиманску бошњачку организацију, нову политичку партију унутар муслиманског бошњачког народа. МБО је добила незнатан број гласова на општим изборима у СР БиХ 1990. иако је код многих припадника до тада муслиманске нације био сматран идеолошким „оцем бошњачке нације“. Једно вријеме био је присталица муслиманског останка у Југославији. Заједно са Адилом Зулфикарпашићем учествовао је у неуспјелим преговорима у јулу 1991. са тадашњим вођама СДС-а о будућности СР БиХ унутар Југославије и био је склопио краткотрајни Споразум Караџић—Филиповић.
Без обзира на сукобе са СДА и Изетбеговићем током Рата у Босни и Херцеговини био је амбасадор БиХ у Берну у Швајцарској и Лондону у Уједињеном Краљевству.
Филиповић је био члан Академије наука БиХ, (у Академију наука и уметности СР БиХ изабран је 1976. а постао је дописни члан те Академије 1978. године и редовни члан 1987), један је од оснивача и предсједник и националне Бошњачке академије наука и умјетности. Објавио је 14 књига (укупно више од 30 дјела), од којих су неке и преведене на друге језике (Лењин — монографија његове мисли преведена је на седам језика).
Умро је 26. фебруара 2020. године у Сарајеву, у 91. години.